# Max Hannes
Max Johann Hannes ist ein deutscher Glasschleifer.

## Leben
Hannes begann im Alter von 14 Jahren bei der Theresienthaler Krystallglasmanufaktur in Theresienthal bei Zwiesel eine Lehre zum Glasschleifer. Er absolvierte dort die Meisterprüfung und wurde schließlich Betriebsleiter. Als die Glashütte infolge wirtschaftlicher Schwierigkeiten im April 2001 Insolvenz anmelden musste, mobilisierte Hannes seine Kollegen, sich für den Erhalt des Betriebes einzusetzen. Auf den Einsatz wurde die Eberhard von Kuenheim Stiftung, Stiftung der BMW AG aufmerksam und stieg als Investor und Koordinator des Neustarts der Manufaktur ein. Seit Wiederaufnahme der Produktion im September 2004 ist Hannes wieder als Betriebsleiter der neuen Gesellschaft (Kristallglasmanufaktur Theresienthal GmbH) tätig.
Die Geschichte des Arbeitskampfes wurde in dem Dokumentarfilm Die Unzerbrechlichen von Dominik Wessely festgehalten.
Am 24. März 2011 erhielt Hannes das Verdienstkreuz am Bande des Verdienstordens der Bundesrepublik Deutschland.